# Arthur Friedenreich
Arthur Friedenreich, auch Artur Friedenreich geschrieben, genannt Fried (* 18. Juli 1892 in São Paulo; † 6. September 1969 ebenda) war ein brasilianischer Fußballspieler, der als einer der besten aller Zeiten gilt.

## Leben

### Herkunft und Beginn der Karriere
Arthur Friedenreich wuchs im Stadtteil Luz von São Paulo auf. Sein Vater Oscar war ein Kaufmann, der als Sohn eines deutschen Emigranten aus Dahme im südbrasilianischen Blumenau geboren wurde, seine Mutter Matilde hatte afrikanische Vorfahren und war Wäscherin.
Zum Fußball fand Friedenreich als Zehnjähriger durch den Sportunterricht am Mackenzie College, einer privaten Oberschule in São Paulo. Seine väterliche Abstammung ebnete ihm den Zugang zu dieser Sportart, die auch in Brasilien anfangs vornehmlich von Angehörigen der Oberschicht ausgeübt wurde. Als Deutschbrasilianer konnte er 1909 dem SC Germânia in São Paulo beitreten, seinem späteren Stammverein, einem vom Hamburger Hans Nobiling gegründeten Klub für deutschstämmige Spieler. 1942, nach der Kriegserklärung Brasiliens an Deutschland, wurde er in Esporte Clube Pinheiros umbenannt. Friedenreichs Vater meldete ihn dort an, nachdem Friedenreich beim Spiel auf der Straße angefahren worden war; obwohl er nur Hautabschürfungen erlitten hatte, wollte Oscar Friedenreich seinen Sohn von der Straße holen. Bei Germânia wurde er von Hermann Friese gefördert, einem der bedeutendsten Sportler in Brasilien zu seiner Zeit.
Seine mütterliche Abstammung bewirkte andererseits, dass Arthur Friedenreich als Nicht-Weißer unter dem in Brasilien zu Beginn des 20. Jahrhunderts herrschenden Rassismus zu leiden hatte, der sich auch im Fußballspiel zeigte: Fouls an nicht-weißen Spielern wurden von manchen Schiedsrichtern nicht gepfiffen, so dass unfaire Angriffe oft ungestraft blieben. Als Reaktion auf diesen Umstand habe Friedenreich seine legendären Körpertäuschungen entwickelt, um es seinen weißen Gegenspielern schwer zu machen, ihn durch Foulspiel zu stoppen. Um wie ein Weißer zu erscheinen, glättete er, wie andere afrobrasilianische Spieler auch, seine krausen Haare, manchmal spielte er gar mit Haarnetz. Trotz dieser Widrigkeiten wurde Arthur Friedenreich im Volk zu einem Nationalhelden und gilt als erster brasilianischer Fußballstar.

### Vereine
Arthur Friedenreich spielte ab 1909 in etlichen, vor allem in São Paulo angesiedelten Fußballvereinen. Die Staatsmeisterschaft von São Paulo gewann er mit Athletico Paulistano 1918, 1919, 1921, 1926, 1927 und 1929 und mit São Paulo da Florensta 1931 – eine gesamtbrasilianische Liga wurde erst 1971 eingeführt.
Im Jahre 1925 war Friedenreich der Star der triumphalen Europareise von Athletico Paulistano, der ersten einer brasilianischen Mannschaft. Die französische Presse kürte ihn zum Roi des Rois du Football („König der Könige des Fußballs“). Die Brasilianer nannten ihn Pé de Ouro („Goldfuß“) und die Uruguayer ehrten ihn nach dem Finale des Campeonato Sudamericano 1919 als El Tigre („der Tiger“), eine Bezeichnung, die immer noch verwendet wird.

### Nationalmannschaft
Obwohl er als Nicht-Weißer galt, wurde Friedenreich dank der väterlichen Herkunft bereits 1914 in die brasilianische Fußballnationalmannschaft aufgenommen; erst ab 1918 durften auch schwarze Brasilianer Nationalspieler werden. Er war Teil der Mannschaft, die am 21. Juli 1914 in Rio de Janeiro gegen den englischen Club Exeter City FC das erste – wenngleich noch inoffizielle – Länderspiel für Brasilien bestritt. In dem ruppigen Spiel, das die Brasilianer mit 2:0 gewannen, verlor Friedenreich zwei Zähne. Auch beim ersten offiziellen Länderspiel am 20. September 1914 gegen die Argentinien stand er im Kader.
1916 nahm er am erstmals ausgetragenen Wettbewerb Campeonato Sudamericano teil, drei Jahre darauf gewann er diesen mit der brasilianischen Nationalmannschaft, ebenso 1922. Beim Campeonato Sudamericano 1921 in Argentinien waren Friedenreich und alle anderen nicht-weißen Nationalspieler hingegen außen vor geblieben. Epitácio Lindolfo da Silva Pessoa, der damalige Präsident Brasiliens, hatte die Confederação Brasileira de Desportos gedrängt, sie aus dem Kader zu entfernen, aus Sorge, dass durch das Auftreten nicht-weißer Spieler „Brasilien als unterentwickeltes Land betrachtet und sein Ruf beschädigt werden könnte“. Brasilien wurde infolgedessen nur Zweiter – und der Ausschluss der Nicht-Weißen nach Protesten wieder aufgehoben.
An der ersten Fußball-Weltmeisterschaft 1930 durfte Friedenreich nicht teilnehmen, da Spieler aus São Paulo aufgrund von Streitigkeiten zwischen den Ligaverbänden Associação Paulista de Esportes Atléticos (APEA) und Liga dos Amadores de Futebol (LAF) gesperrt waren. Bei der Fußball-Weltmeisterschaft 1934 war er als 42-Jähriger zu alt. Er bestritt insgesamt 17 offizielle A-Länderspiele für Brasilien, in denen er acht Tore schoss, sowie sechs inoffizielle Spiele, zumeist gegen Vereinsmannschaften, in denen er zwei Tore schoss.
Friedenreich war vom 8. bis zum 18. Juli 1916 mit drei bis sechs Spielen Rekordnationalspieler Brasiliens, ebenso (zeitweise zusammen mit drei bzw. vier anderen Spielern) vom 17. Dezember 1925 bis zum 31. Januar 1942 mit 15 bis 17 Spielen.

### Tore
Laut FIFA schoss Friedenreich während seiner Laufbahn 1.329 Tore (49 mehr als Pelé). Damit gilt er als der Spieler, der die meisten Tore in seiner Karriere geschossen hat; außerdem war er der erste, der die 1000er-Marke überschreiten konnte.
Insgesamt wurde Friedenreich neunmal Torschützenkönig der Staatsmeisterschaft von São Paulo. Zu den Meisterschaftstoren kommen weitere Treffer für die Nationalmannschaft und für die Auswahl São Paulos sowie solche in den damals populären Turnieren wie der Taça Competência, dem Pokalturnier von São Paulo, und dem Torneio Rio-São Paulo.
Torschützenkönig der Liga Paulista wurde Friedenreich für folgende Vereine in den Jahren:
- 1912 AA Mackenzie College 12 Tore
- 1914 Club Athletico Paulistano 12 Tore
- 1917 CA Ypiranga 15 Tore
- 1918 Club Athletico Paulistano 25 Tore
- 1919 Club Athletico Paulistano 26 Tore
- 1921 Club Athletico Paulistano 33 Tore
- 1927 Club Athletico Paulistano 13 Tore
- 1928 Club Athletico Paulistano 29 Tore
- 1929 Club Athletico Paulistano 16 Tore

Aufgrund der Streitigkeiten zwischen Amateur- und Profivereinen und der dadurch bedingten zeitweiligen Spaltung der Liga Paulista in die Liga Paulista de Futebol (LPF, Profis) und die Liga der Associação Paulista de Esportes Atléticos (APEA, Amateure) musste sich Friedenreich den Titel des Torschützenkönigs viermal mit folgenden Spielern teilen:
- 1914 Neco (SC Corinthians), 12 Tore
- 1927 Araken (FC Santos), 31 Tore
- 1928 Heitor (Palestra Italia, heute Sociedade Esportiva Palmeiras), 16 Tore
- 1929 Feitiço (FC Santos), 12 Tore

### Karriereende
26 Jahre nach dem Beginn seiner Karriere bestritt Friedenreich im Alter von 43 Jahren am 21. Juli 1935 sein letztes Spiel als Vereinsspieler. Danach arbeitete er zunächst als Trainer, später als Werbevertreter einer Brauerei, bis er 1963 an der Parkinson-Krankheit, dann auch an Gedächtnisverlust erkrankte, sich völlig zurückzog und verarmt verstarb.

## Beitrag zur Technik
Friedenreich gilt als Entdecker des Effetschusses im Fußball und damit auch als Erfinder der Bananenflanke. Er soll als erster bewusst diese Technik angewendet haben, um dem Ball einen Drall zu verleihen, der dessen Bahn beeinflusst. Aufgrund der so entstehenden Luftzirkulationen fliegt der Ball zielgerichtet auf einer schiefen, bogenförmigen Bahn und wird so vom Gegner schlechter erreichbar bzw. einschätzbar.

## Prêmio Arthur Friedenreich (Arthur-Friedenreich-Preis)
Der Arthur-Friedenreich-Preis wurde zwischen 1969 und 1975 an herausragende brasilianische Fußballspieler vergeben. Im Jahr 2008 wurde dieser Preis wiederbelebt. Mit ihm sollen alljährlich die Spieler geehrt werden, die in allen Pflichtspielen im Rahmen der ersten Staatsligen, der nationalen Ligen Série A, B, C und D, dem Pokalwettbewerb, der Copa Libertadores und der Copa Sul-Americana insgesamt die meisten Tore erzielen.
Bisherige Gewinner des Friedenreich-Preises sind:
- 2008: Keirrison mit 41 Toren
- 2009: Diego Tardelli mit 39 Toren
- 2010: Jonas Gonçalves Oliveira und Neymar mit jeweils 42 Toren
- 2011: Leandro Damião mit 38 Toren
- 2012: Neymar mit 43 Toren
- 2013: Hernane Brocador mit 36 Toren
- 2014: Magno Alves mit 37 Toren[18]
- 2015: Ricardo Oliveira mit 37 Toren
- 2016: Robinho mit 25 Toren
- 2017: Henrique Dourado mit 32 Toren
- 2018: Gustavo Henrique mit 30 Toren
- 2019: Gabriel Barbosa mit 43 Toren
- 2020: Diego Souza mit 28 Toren
- 2021: Hulk mit 36 Toren[19]